# Temnospondyli
Temnospondyli (od grčki τέμνειν, temnein 'seći' i σπόνδυλος, spondylos 'pršljen') ili temnospondyls je raznovrstan drevni red malih do džinovskih tetrapoda — koji se često smatraju primitivnim vodozemcima — koji su cvetali širom sveta tokom perioda karbona, perma i trijasa, a fosili su pronađeni na svim kontinentima. Nekoliko vrsta se nastavilo u periodima jure i rane krede, ali su sve izumrle do kasne krede. Tokom oko 210 miliona godina evolucione istorije, prilagodili su se širokom spektru staništa, uključujući slatkovodno, kopneno, pa čak i priobalno morsko okruženje. Njihova životna istorija je dobro shvaćena, sa fosilima poznatim iz stadijuma larve, metamorfoze i zrelosti. Većina temnospondila je bila poluvodena, iako su neki bili skoro potpuno kopneni, vraćajući se u vodu samo da bi se razmnožavali. Ovi temnospondili su bili među prvim kičmenjacima potpuno prilagođenim životu na kopnu. Iako su temnospondili vodozemci, mnogi su imali karakteristike kao što su krljušti i oklopne koštane ploče koje ih razlikuju od modernih lisamfibija mekog tela (žabe i krastače, tritoni, daždevnjaci i cecilije).

## Opis
Mnogi temnospondili su mnogo veći od postojećih vodozemaca i površno podsećaju na krokodile, što je dovelo do toga da se mnogi taksoni imenuju sufiksom - suchus. Najveći taksoni, koji su pretežno bili mezozojski stereospondili, imali su lobanje veće od jednog metra, a cela životinja bi bila nekoliko metara dužine (za referencu, najveći živi vodozemac, Andrias, je oko 1,8 metara dužine tela). Drugi su manji i podsećaju na daždevnjake, posebno na amfibamiformne i mikromelerpetidne disorofoide.

## Spoljašnje veze
- Temnospondyli Tree of Life project page on temnospondyls.
- Temnospondyli Palaeos page on temnospondyls.